# كوغا (فوكوكا)
مدينة كوغا (بالإنجليزية: Koga)‏ هي أحد المدن التابعة لمحافظة فوكوكا. تأسست رسميًا في 01/10/1997. ويقدر عدد سكانها بـ 57084 نسمة حسب تقدير مكتب الإحصاء الياباني لعام 2012. تبلغ مساحة كوغا 42.11 كم2. بكثافة سكانية تبلغ 1356 نسمة/كم2.

## أعلام
- يويه